# 暗星系
暗星系是一種假設的星系，沒有或只有很少恆星。它們的名字是因為他們沒有可見的，但如果它們含有大量氣體，則可以檢測到。天文學家長期以來一直在理論上推測暗星系的存在，但迄今為止還沒有可以實證的例子。暗星系與星系潮汐相互作用引起的星系間氣體雲不同，因為這些氣體雲不含暗物質，因此在專業上它們不符合星系的資格。區分星系間氣體雲和星系是困難的；大多數候選暗星系都是潮汐氣體雲。迄今為止最好的暗星系候選者包括HI1225+01、AGC 229385以及在類星體研究中發現的大量氣體雲。
2016年8月25日，天文學家報告稱，蜻蜓44星系是一個超稀疏星系（UDG，Ultra diffuse galaxy），具有銀河系的質量，但幾乎沒有可分辨的恆星或星系結構，幾乎完全由暗物質組成。

## 觀測證據
使用阿雷西博或帕克斯望遠鏡等靈敏但分辯率低的電波望遠鏡進行的大規模調查，尋找星系中氫原子的氫線。然後將這些量測與光學量測相匹配，以識別沒有光學對應物，即沒有恆星源的任何天體。
天文學家尋找暗星系的另一種方法是在背景類星體的光譜中尋找氫吸收線。這項技術揭露了許多星系間的氫雲，但因為這些源往往距離太遠，並且經常被類星體在光學上發出的明亮光線淹沒，因此追跡候選的暗星系是困難的。

## 暗星系的性質

### 起源
2005年，天文學家發現了氣體雲VIRGOHI21，並試圖確定它是什麼，以及為什麼它會對星系NGC 4254造成如此大的引力。經過多年的其它解釋，因為它對NGC 4254產生了巨大的影響，一些人得出結論，VIRGOGHI21是一個暗星系。

### 大小
因為它們無法用普通望遠鏡觀測到，暗星系的實際大小是未知的。有各種各樣的估計，從銀河系的兩倍大小，到小類星體的大小，有各種各樣的估計。

### 結構
暗星系由暗物質組成。此外，暗星系理論上由氫和塵埃組成。一些科學家支持暗星系可能包含恆星的觀點。雖然，暗星系的確切組成是未知的，因為迄今為止還沒有確鑿的方法來發現它們。然而，天文學家估計這些星系中氣體的質量大約是太陽的10億倍。

### 觀察暗天體的方法
暗星系不包含可見的恆星，使用光學望遠鏡也看不到。阿雷西博星系環境調查（AGES，Arecibo Galaxy Environment Survey）是之前使用阿雷西波無線電望遠鏡蒐索暗星系的一項研究，據預測，暗星系中含有可量測的中性氫。阿雷西博無線電望遠鏡在其它望遠鏡無效的波段上很有用，因為它能够探測這種中性氫的發射，特別是21cm線。不幸的是，2020年12月1日阿雷西博無線電望遠鏡的退役和隨後的災難性倒塌，在一定程度上限制了其進一步收集數據的能力與效率。

### 替代理論
科學家們說，我們今天看到的星系是在暗星系之後才開始創造恆星的。基於眾多的科學論斷，暗星系在天文學家和科學家今天看到的許多星系中扮演了重要角色。劍橋大學科維理宇宙學研究所的馬丁·海內爾（Martin Haehnel）聲稱，銀河系的前身實際上是一個小得多的明亮星系，它與附近的暗星系合併，形成了我們現時看到的銀河系。多位科學家一致認為，暗星系是現代星系的基石。加州大學聖克魯斯分校的塞巴斯蒂安·坎塔盧波（Sebastian Cantalupo）同意這一理論。他接著說："在我們現時的星系形成理論中，我們認為大星系是由小星系合併而成的。暗星系給大星系帶來大量氣體，從而加速大星系中恆星的形成。"科學家們有專門的專業技術來定位這些暗星系。這些技術能够讓我們更多地瞭解宇宙中發生的其他特殊事件；例如，"宇宙網"。這個"網"是由不可見的氣體和暗物質細絲組成的，這些細絲被認為滲透到宇宙中，並且"在細絲相交的地方供養和建造星系和星系團"。

## 潜在的暗星系

### HE0450-2958
HE0450-2958是紅移z=0.285的類星體。哈伯太空望遠鏡影像顯示，該類星體位於一大片氣體雲的邊緣，但沒有檢測到該類星體的宿主星系。研究哈伯影像的作者提出，一種可能的假設是類星體位於一個暗星系中。然而，其它小組隨後的分析沒有發現宿主星系異常黑暗的證據，並證明可能存在一個正常的宿主星系， 因此，觀測結果不支持暗星系的解釋。

### HVC 127-41-330
HVC 127-41-330是一個在仙女座星系和三角座星系之間旋轉的高速雲。因為它的旋轉速度和它的預測質量，天文學家喬希·西蒙（Josh Simon）認為這片雲是一個暗星系。

### 史密斯雲
因為它的投影質量和與銀河系相遇的存活率，史密斯雲是一個暗星系的候選者。

### VIRGOHI21
VIRGOGHI21最初於2000年發現，2005年2月，被宣佈為暗星系真正的好候選者。它在21cm的量測中被發現，並被懷疑是星系NGC 4254的一個可能的宇宙夥伴。這個看起來不尋常的星系似乎是宇宙碰撞中的一個夥伴，並且表現出與暗星系一致的動力學（顯然與修正牛頓動力學理論的預測不一致）。然而，進一步的觀察表明，VIRGOGHI21是在高速碰撞由NGC 4254剝離的一個星系間氣體雲。高速相互作用是由室女座星系團的撞擊引起的。  

## 外部連結
- Universe Today, Some Galaxies Are Made Almost Entirely of Dark Matter （页面存档备份，存于）

{